# Zhang Juzheng

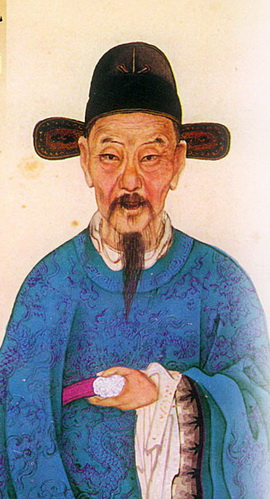
Zhang Juzheng

Zhang Juzheng (AFI: [ʈʂáŋ tɕýʈʂə̂ŋ]; chinês tradicional: 張居正, chinês simplificado: 张居正, pinyin: Zhāng Jūzhèng, Wade–Giles: Chang Chü-cheng; 1525 – julho de 1582), nome de cortesia Shuda (chinês: 叔大, pinyin: Shūdà), pseudônimo Taiyue (chinês: 太岳, pinyin: Tàiyuè), foi um reformador e estadista chinês que serviu como Grande Secretário (chinês: 首輔, pinyin: Shǒufǔ) no final da Dinastia Ming, durante os reinados dos imperadores Longqing e Wanli. Ele representou o que poderia ser chamado de "novo legalismo", com o objetivo de garantir que os nobres trabalhassem para o estado.